# Phường (Việt Nam)
Phường là đơn vị hành chính cấp thứ hai của Việt Nam hiện nay, cùng cấp với xã và đặc khu. Phường là khu vực đô thị của một tỉnh hay thành phố trực thuộc trung ương.
Trước khi bãi bỏ đơn vị hành chính cấp huyện, phường là đơn vị hành chính nội thị, nội thành của một thị xã hay một thành phố thuộc tỉnh hoặc của một quận, thị xã hay thành phố thuộc thành phố trực thuộc trung ương.
Hiện nay, để dễ quản lý địa bàn và liên kết các hộ gia đình, mỗi phường cũng tự chia thành các khu, khóm... dưới các khu lại có các tổ. Tuy nhiên, các đơn vị nhỏ này không thuộc vào cấp đơn vị hành chính chính thức nào của Nhà nước Việt Nam.
Tính đến ngày 16 tháng 6 năm 2025, Việt Nam có 687 phường, trong đó Thành phố Hồ Chí Minh có 113 phường và Hà Nội có 51 phường. Phường có diện tích lớn nhất là phường Phong Điền, thành phố Huế với diện tích 592,48 km², phường có diện tích nhỏ nhất là phường Hòa Bình, Thành phố Hồ Chí Minh với diện tích 0,98 km².

## Quy định trong luật pháp

### Cấp hành chính
- Theo khoản 1 Điều 110 Hiến pháp 2013 (được sửa đổi, bổ sung bởi Nghị quyết số 203/2025/QH15 ngày 16 tháng 6 năm 2025 của Quốc hội)[1]:

1. Các đơn vị hành chính của nước Cộng hòa xã hội chủ nghĩa Việt Nam được tổ chức thành hai cấp, gồm tỉnh, thành phố trực thuộc trung ương và các đơn vị hành chính dưới tỉnh, thành phố trực thuộc trung ương do luật định.
- Theo khoản 1 Điều 1 Luật Tổ chức chính quyền địa phương số 72/2025/QH15[2]:

Đơn vị hành chính của nước Cộng hòa xã hội chủ nghĩa Việt Nam được tổ chức thành 02 cấp, gồm có:
a) Tỉnh, thành phố trực thuộc trung ương (sau đây gọi chung là cấp tỉnh);
b) Xã, phường, đặc khu trực thuộc cấp tỉnh (sau đây gọi chung là cấp xã).
Xã là đơn vị hành chính ở nông thôn; phường là đơn vị hành chính ở đô thị; đặc khu là đơn vị hành chính ở một số hải đảo có vị trí quan trọng được thành lập phù hợp với điều kiện địa lý, tự nhiên, đặc điểm dân cư và yêu cầu phát triển kinh tế - xã hội, bảo đảm quốc phòng, an ninh.
Như vậy, phường nằm ở cấp hành chính thứ hai trong 02 cấp hành chính (cấp tỉnh, cấp xã) của Việt Nam.

### Tiêu chuẩn của đơn vị hành chính

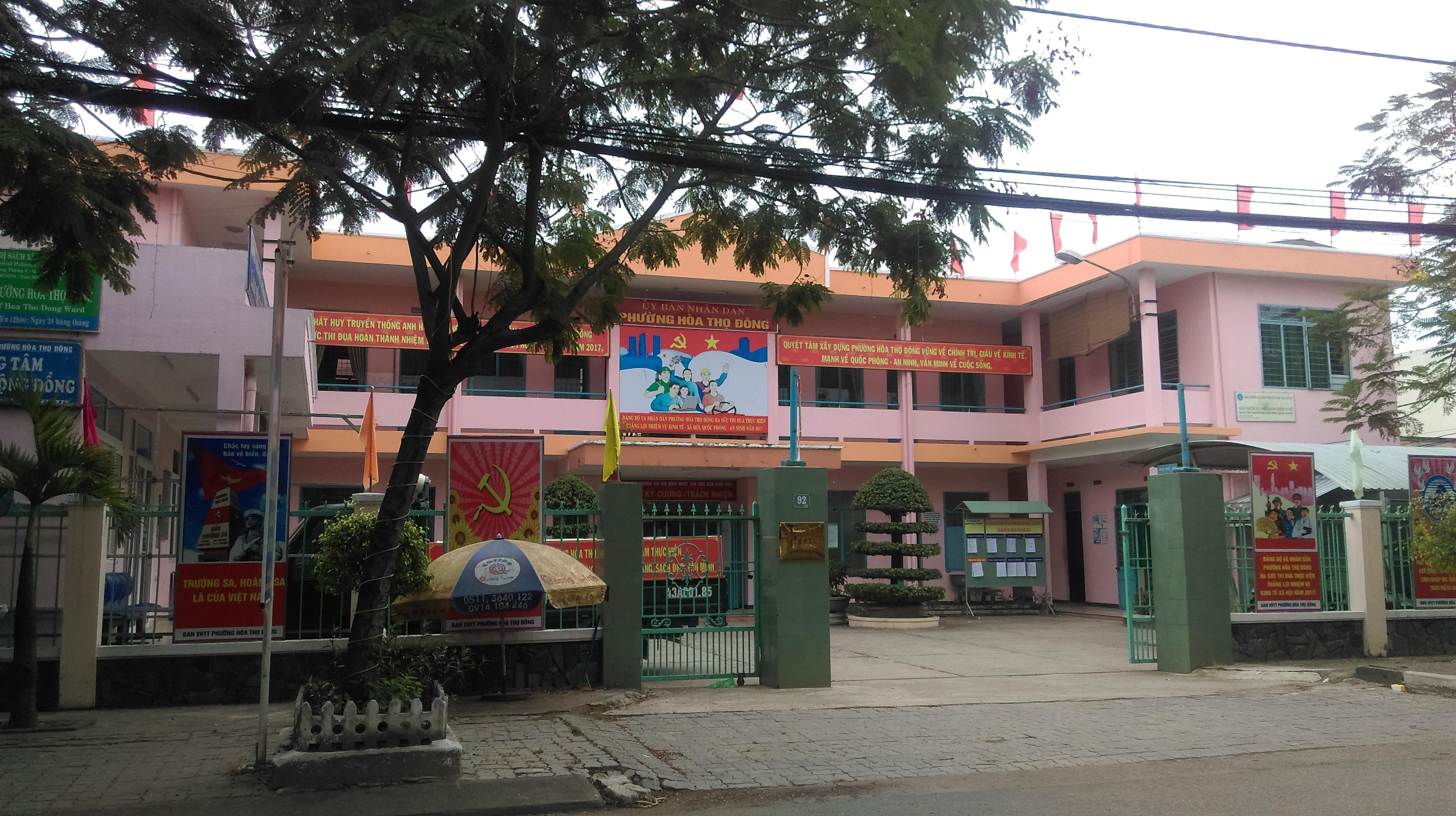
Văn phòng Hội đồng Nhân dân và Ủy ban Nhân dân phường Hòa Thọ Đông, quận Cẩm Lệ, thành phố Đà Nẵng

Theo Nghị quyết số 1211/2016/UBTVQH13 của Ủy ban Thường vụ Quốc hội ban hành năm 2016, tại Điều 8, Mục 2: Tiêu chuẩn của đơn vị hành chính đô thị, Chương I: Tiêu chuẩn của đơn vị hành chính thì một phường cần phải đáp ứng các tiêu chuẩn như sau:

Điều 8. Tiêu chuẩn của phường
1. Quy mô dân số:
a) Phường thuộc quận từ 15.000 người trở lên;
b) Phường thuộc thành phố thuộc tỉnh, thành phố thuộc thành phố trực thuộc trung ương từ 7.000 người trở lên;
c) Phường thuộc thị xã từ 5.000 người trở lên.
2. Diện tích tự nhiên từ 5,5 km² trở lên.
3. Cơ cấu và trình độ phát triển kinh tế - xã hội đạt quy định tại Phụ lục 1 ban hành kèm theo Nghị quyết này.
4. Hệ thống cơ sở hạ tầng đô thị đạt quy định tại Phụ lục 2 ban hành kèm theo Nghị quyết số 1210/2016/UBTVQH13 về phân loại đô thị.

## Thống kê
- Thành phố có nhiều phường nhất là Thành phố Hồ Chí Minh với 113 phường, đồng thời cũng là thành phố có tỉ lệ đơn vị hành chính cấp xã là phường nhiều nhất với 67%.
- Thành phố có ít phường nhất là thành phố Huế với 21 phường.
- Thành phố có tỉ lệ đơn vị hành chính cấp xã là phường ít nhất là Đà Nẵng với 24%.
- Tỉnh có nhiều phường nhất là tỉnh Bắc Ninh với 33 phường; tỉnh có ít phường nhất là tỉnh Lai Châu với 2 phường, đồng thời cũng là tỉnh có tỉ lệ đơn vị hành chính cấp xã là phường ít nhất với 5,3%.
- Tỉnh có tỉ lệ đơn vị hành chính cấp xã là phường nhiều nhất là Quảng Ninh với 56%.
- Phường có dân số đông nhất là phường Rạch Giá (An Giang) với 250.661 người; phường có dân số ít nhất là phường Tân Hòa (Phú Thọ) với 14.316 người.
- Phường có diện tích lớn nhất là phường Phong Điền (Huế) với 592,48 km², đồng thời cũng là phường có mật độ dân số thấp nhất với 47 người/km²; phường có diện tích nhỏ nhất là phường Hòa Bình (Thành phố Hồ Chí Minh) với 0,98 km².
- Phường có mật độ dân số cao nhất là phường Khánh Hội (Thành phố Hồ Chí Minh) với 88.324 người/km².